# Cabrerizos
Cabrerizos ist ein westspanischer Ort und eine Gemeinde (municipio) mit 4.226 Einwohnern (Stand: 2024) in der Provinz Salamanca in der Autonomen Gemeinschaft Kastilien-León.

## Lage
Die Gemeinde Cabrerizos liegt nur vier Kilometer östlich der Stadt Salamanca.

## Bevölkerungsentwicklung
| Jahr      | 1857 | 1900 | 1950 | 2000  | 2020  |
| Einwohner | 249  | 275  | 460  | 2.015 | 4.254 |

Der rapide Bevölkerungsanstieg seit Beginn des 21. Jahrhunderts ist auf die Planung und Schaffung von Neubauvierteln in der Nähe der Großstadt Salamanca zurückzuführen.

## Geschichte
Die Gründung von Cabrerizos geht auf die von den Königen von León im Mittelalter durchgeführte Wiederbesiedlung zurück. Mit der Schaffung der heutigen Provinzen im Jahr 1833 wurde Cabrerizos in die Provinz Salamanca, innerhalb der Region Leon, eingegliedert.